# Euryopis bifascigera
Euryopis bifascigera är en spindelart som beskrevs av Embrik Strand 1913. Euryopis bifascigera ingår i släktet Euryopis och familjen klotspindlar. Inga underarter finns listade i Catalogue of Life.